# Діерфілд (Іллінойс)
Діерфілд (англ. Deerfield) — селище (англ. village) в США, в окрузі Лейк штату Іллінойс. Населення — 19 196 осіб (2020).

## Географія
Діерфілд розташований за координатами 42°9′58″ пн. ш. 87°51′9″ зх. д. / 42.16611° пн. ш. 87.85250° зх. д. (42.166069, -87.852467).  За даними Бюро перепису населення США в 2010 році селище мало площу 14,56 км², з яких 14,46 км² — суходіл та 0,10 км² — водойми.

## Демографія
Згідно з переписом 2010 року, у селищі мешкало 18 225 осіб у 6638 домогосподарствах у складі 5104 родин. Густота населення становила 1252 особи/км².  Було 6907 помешкань (474/км²).
Расовий склад населення:
| - 94,0 % — білих - 3,6 % — азіатів - 0,5 % — чорних або афроамериканців - 0,1 % — корінних американців |

До двох чи більше рас належало 1,0 %. Частка іспаномовних становила 2,8 % від усіх жителів.
За віковим діапазоном населення розподілялося таким чином: 30,0 % — особи молодші 18 років, 55,7 % — особи у віці 18—64 років, 14,3 % — особи у віці 65 років та старші. Медіана віку мешканця становила 42,7 року. На 100 осіб жіночої статі у селищі припадало 93,5 чоловіків;  на 100 жінок у віці від 18 років та старших — 88,2 чоловіків також старших 18 років.
Середній дохід на одне домашнє господарство  становив 180 665 доларів США (медіана — 137 423), а середній дохід на одну сім'ю — 210 822 долари (медіана — 167 575). Медіана доходів становила 122 409 доларів для чоловіків та 75 890 доларів для жінок. За межею бідності перебувало 2,9 % осіб, у тому числі 2,4 % дітей у віці до 18 років та 2,5 % осіб у віці 65 років та старших.
Цивільне працевлаштоване населення становило 9253 особи. Основні галузі зайнятості: науковці, спеціалісти, менеджери — 21,6 %, освіта, охорона здоров'я та соціальна допомога — 20,8 %, фінанси, страхування та нерухомість — 12,9 %, виробництво — 9,6 %.